# Oberbarmen
Oberbarmen ist ein Stadtbezirk im Nordosten von Wuppertal. Der Name bezeichnete ursprünglich den gesamten östlichen oder oberen Teil von Barmen, während er heute vor allem für das zentrale Stadtgebiet entlang der Berliner Straße verwendet wird. Der Stadtbezirk umfasst dieses Zentrum sowie die Stadtteile Wichlinghausen und Nächstebreck.

## Geographie
Die Siedlungsstruktur im Bezirk ist sehr verschieden, da die Bebauung aus einzelnen Siedlungen zusammengewachsen ist. Im Wesentlichen besteht der Stadtbezirk heute aus den Stadtteilen Oberbarmen, Wichlinghausen und Nächstebreck. Das Zentrum von Oberbarmen zwischen dem Berliner Platz und Wupperfeld ist eines der vier Nebenzentren der Stadt. Im Bezirk befinden sich außerdem zwei Unterzentren: der Wichlinghauser Markt und der Bereich Weiherstraße / Am Diek.
Der Stadtbezirk umfasst heute sechs statistische Wohnquartiere:
| - Stadtbezirk 6 Oberbarmen - 60 Oberbarmen-Schwarzbach - 61 Wichlinghausen-Süd - 62 Wichlinghausen-Nord - 63 Nächstebreck-Ost - 64 Nächstebreck-West - 65 Löhrerlen | Einteilung in Quartiere |

## Geschichte

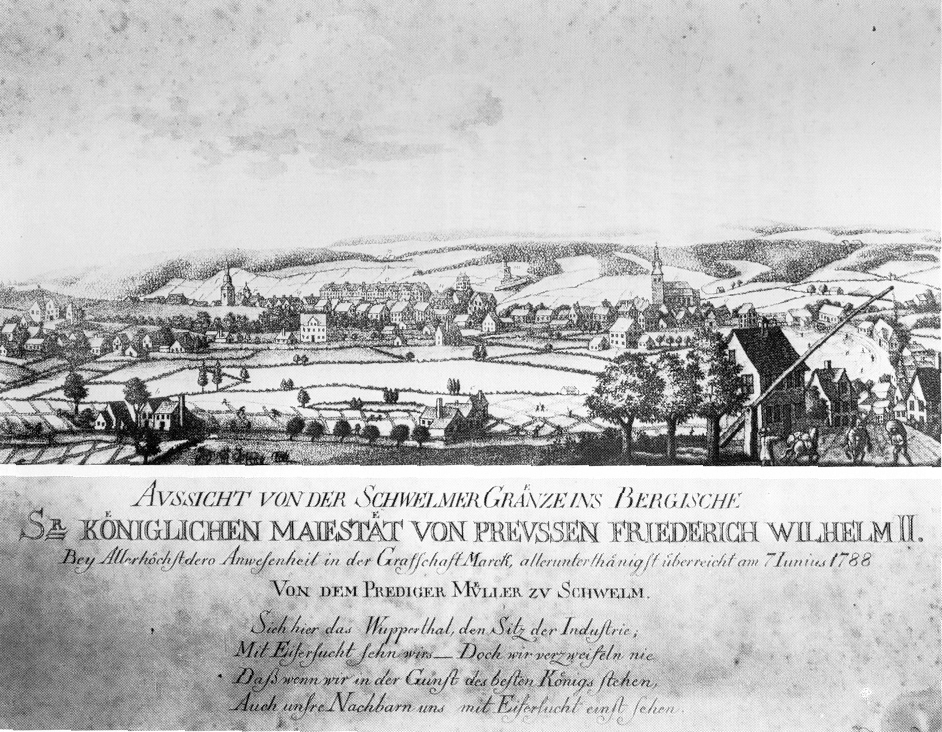
Blick auf Oberbarmen von Schwelm aus, 1788

Die Teilung Barmens in Ober- und Unterbarmen beruht auf kirchlichen Grenzen: Vor der Reformation gab es auf Barmer Gebiet keine eigene Pfarrei, das Gebiet westlich des Alten Markts gehörte zur Pfarrei Elberfeld im Dekanat Neuss, das Gebiet von Barmen-Gemarke und weiter östlich zur Pfarrei Schwelm im Dekanat Lüdenscheid. Die Bäche Leimbach nördlich und Fischertaler Bach südlich der Wupper bildeten die Grenze. Diese Einteilung blieb auch bei der Gründung der von Schwelm unabhängiger Pfarreien um die Wichlinghauser Kirche und die Alte Kirche Wupperfeld erhalten. Zum historischen Oberbarmen gehören somit auch der heutige Stadtbezirk Heckinghausen sowie die Quartiere Barmen-Mitte (ursprünglich Gemarke) und Sedansberg, nicht jedoch Nächstebreck.

### Wupperfeld

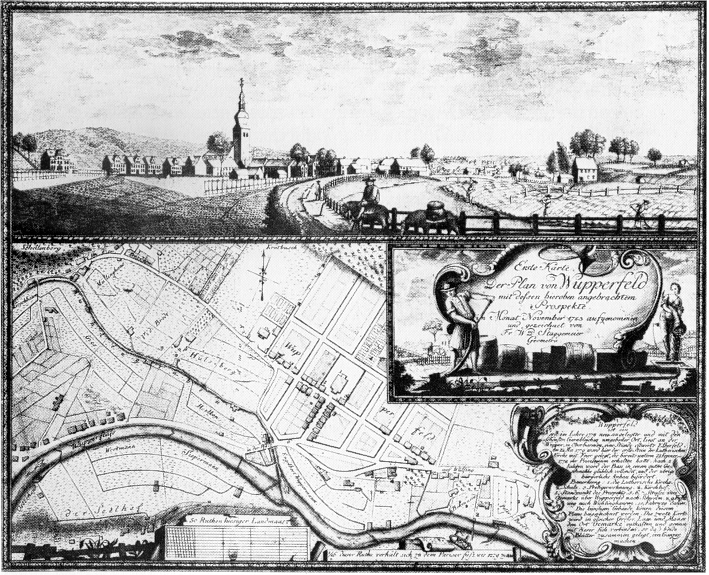
Wupperfeld 1783

Das Gebiet des heutigen Wupperfeld wurde im 18. Jahrhundert stärker besiedelt, die Einwohner wurden „Wupperströmer“ genannt. Die Siedlung wurde durch den 1777 vom Kurfürsten genehmigten Bau einer lutherischen Kirche befördert, die 1781 – noch unfertig – in Dienst gestellt wurde. Damit spalteten sich die Wupperströmer von der bis dato zuständigen Pfarrei in Wichlinghausen ab, die die neue Kirche so heftig bekämpfte wie die ursprüngliche Muttergemeinde in Schwelm. Um die Kirche bildete sich durch die damals aufblühende Garnweberei schnell ein Flecken, der nach dem Feld, auf dem er entstanden war, den Namen Wupperfeld erhielt. Mit der Industrialisierung im 19. Jahrhundert wuchs Wupperfeld mit Gemarke und Rittershausen zum städtischen Kern der Großstadt Barmen zusammen. Heute ist er immer noch der Name einer Schwebebahnstation und bildet den westlichen Teil des Quartiers Oberbarmen-Schwarzbach. Überregionale und sogar internationale Bekanntheit erlangten die kirchenmusikalischen Aktivitäten: zum einen durch die Kantorei Barmen-Gemarke an der Immanuelskirche und zum anderen an der Alten Kirche Wupperfeld durch die Wupperfelder Abendmusiken, die Wupperfelder Kantorei, die C-Musiker-Ausbildungsstelle der Landeskirche Rheinland und als Musikhochschulstandort. Außerdem war hier über ein Jahrhundert lang das Carl-Duisberg-Gymnasium ansässig, dessen Hauptgebäude heutzutage unter Denkmalschutz steht.

### Rittershausen

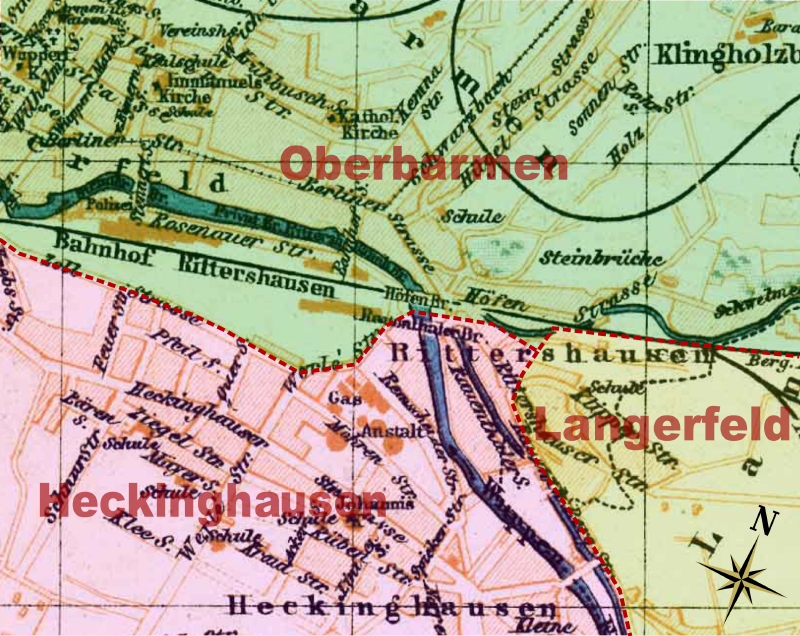
Rittershausen um 1900 mit den heutigen Bezirksgrenzen

Kern des alten Rittershausen war ein Hof, der 1466 als Riddershoff, also als Versorgungshof für die Rittersitze erwähnt wurde. Der zugehörige Flurname lautete van des Ridders Hus und lag an der Mündung der Schwelme in die Wupper. Die den Hof bewirtschaftende Familie Rittershaus ist 1594 erstmals schriftlich belegt, ihr entstammte auch der Dichter Emil Rittershaus. Um den Hof bildete sich ein Dorf, das im Jahre 1821 auf etwa 1.300 Einwohner angewachsen war. In den folgenden Jahrzehnten wuchs Rittershausen mit den Nachbarorten zur Großstadt Barmen zusammen. 1863 wurde der Bahnhof Rittershausen eingeweiht, der Rittershausen den Eisenbahnanschluss ans Wuppertal bescherte. 1868 wurde eine Eisenbahnlinie über Lennep nach Remscheid eröffnet, die vom neu gebauten Remscheider Bahnhof am Wupperufer durch Heckinghausen führte. Eine Strecke nach Hattingen sowie die Wuppertalbahn folgten. Mit dem Bau der Wuppertalbahn wurde auch der Schienenverkehr nach Remscheid über die Langerfelder Kurve der neuen Trasse an den Bahnhof Rittershausen angeschlossen und der Remscheider Bahnhof wurde überflüssig. 1903 schließlich wurde Rittershausen der östliche Endpunkt der Wuppertaler Schwebebahn. Der Name des Stadtteils wurde bei der Vereinigung Elberfelds mit Barmen 1929 aufgegeben und Rittershausen (zusammen mit Wupperfeld) in Oberbarmen umbenannt. Hier bildet er den östlichen Teil des Quartiers Oberbarmen-Schwarzbach. Auch die Bahnhöfe tragen heute den Namen Wuppertal-Oberbarmen. Große Teile der Ortschaft südlich und östlich ihres Zentrums fielen an die Bezirke Heckinghausen und Langerfeld-Beyenburg.

### Nächstebreck

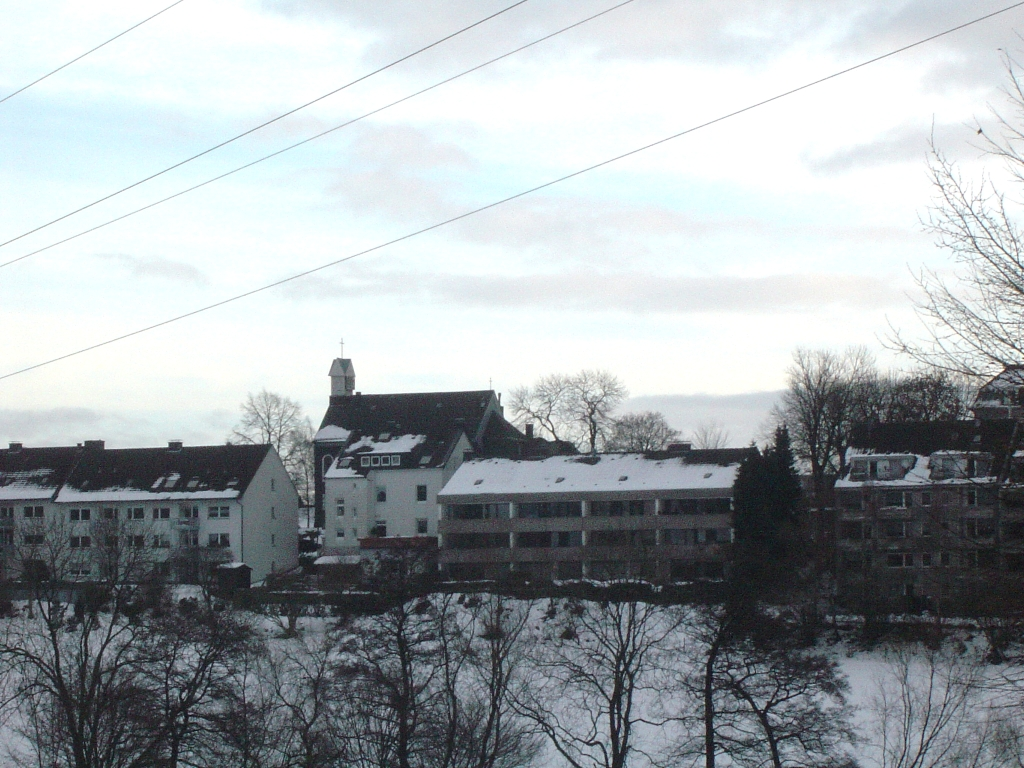
Evangelische Kirche Hottenstein

Nächstebreck befindet sich nördlich des städtischen Gebiets von Wichlinghausen und Langerfeld und liegt auf drei nach Norden ansteigenden Höhen, die von Bachtälern getrennt werden. Die zentrale Erhebung ist der etwa 300 Meter hohe Nächstebrecker Berg, auf dem sich das namensgebende „Braken“ befindet. An der höchsten Erhebung im Osten befindet sich ein moderner Wasserturm.
Älteste Erwähnung auf dem Gebiet von Nächstebreck finden im 11. und 12. Jahrhundert einige Höfe wie Einern, Bruch und Haarhausen. In den folgenden Jahrhunderten werden mehrere weitere Höfe um das Braken (heute Bracken) genannte Gelände erwähnt. 1324 fällt das ländliche Gebiet an die Grafschaft Mark, wird also westfälisch.
1486 wird Nächstebreck erstmals als Landgemeinde mit 14 ansässigen Bauern erwähnt. 1614 fällt Nächstebreck an Brandenburg-Preußen. Die Nächstebrecker Südwestgrenze ist nun Staatsgrenze zwischen dem (rheinischen) Herzogtum Berg und Brandenburg-Preußen.
1922 wird Nächstebreck zusammen mit Langerfeld in die Großstadt Barmen eingemeindet, das 1929 in der Stadt Wuppertal aufgeht, deren Geschichte es seither teilt. 1970 kamen bei der kommunalen Neuordnung aus dem Ennepe-Ruhr-Kreis die Höfe bzw. Wohngebiete Blumenroth, Erlenrode, Uhlenbruch und Schmiedestraße an Nächstebreck.

## Politik
Der Bezirksvertretung von Oberbarmen standen vor:
- 1999–2020: Christel Simon (CDU)
- 2020–2023: Burkhard Rücker (CDU)
- seit 2024: Heike Reese (SPD)

| Bezirksvertretungswahl Oberbarmen 2020Wahlbeteiligung: 35,8 % 3020100 29,2 %26,6 %15,7 %8,9 %6,8 %6,2 %4,4 %2,2 % SPDCDUGrüneAfDLinkeFDPWfW/FWPROGewinne und Verlusteim Vergleich zu 2014 %p 6 4 2 0 −2 −4 −6−0,9 %p−4,4 %p+4,4 %p+3,5 %p−1,7 %p+1,9 %p−0,9 %p+2,2 %pSPDCDUGrüneAfDLinkeFDPWfW/FWPRO | Sitzverteilung in der Bezirksvertretung Oberbarmen 2020Insgesamt 17 Sitze - Linke: 1 - SPD: 5 - Grüne: 3 - WfW/FW: 1 - CDU: 4 - FDP: 1 - AfD: 2 |